# Вулиця Сушкевича (Львів)
Ву́лиця Сушкевича — вулиця в Личаківському районі Львова, у місцевості Знесіння.

## Історія
У 1930–1934 році називалась Торова, до 1950 року Юліуша Хочбергера, з 1950 до 1963 — Рейкова, з 1963 до 1993 — Прикордонників. Сучасна назва з 1993 року на честь Корнила Сушкевича, громадського діяча (1840—1885).